# Дискография Стиви Уандера
Дискография американского певца Стиви Уандера включает в себя 23 студийных альбома, три саундтрека, четыре концертных альбома, более 20 сборников, один бокс-сет и 99 синглов. Стивленд Хардвей Джадкинс начал карьеру в возрасте 11 лет под псевдонимом Little Stevie Wonder[A]. Его первым релизом стал сингл «I Call It Pretty Music, But the Old People Call It the Blues», выпущенный 16 августа 1962 года. Эта пластинка, как и последовавшие в том же году два сингла и студийные альбомы The Jazz Soul of Little Stevie и Tribute to Uncle Ray, не имели успеха в чартах. Вышедшие в 1963 году концертный альбом The 12 Year Old Genius и сингл «Fingertips» заняли первые строчки в журнале Billboard и принесли известность юному музыканту. Однако подобный успех в чартах Уандеру удалось повторить спустя почти десять лет, когда изданные подряд альбомы Fulfillingness’ First Finale (1974) и Songs in the Key of Life (1976) возглавили хит-парады США и Великобритании, а последний получил на родине певца сертификат бриллиантового диска и включал наиболее успешный сингл этого периода — «Sir Duke».
В 1980-х годах Уандер выпустил ещё три студийных работы, в которые вошли такие популярные композиции, как «Master Blaster» и «Part-Time Lover». В 1982 году он записал в дуэте с Полом Маккартни «Ebony and Ivory», также имевшую успех в чартах. Самой прославленной песней музыканта стала «I Just Called to Say I Love You» из саундтрека к фильму «Женщина в красном»; сингл занял вершины музыкальных хит-парадов в 11 странах мира и был награждён премией «Оскар». В дальнейшем Стиви Уандер записывал один альбом в десятилетие: Conversation Peace (1995) и A Time to Love (2005), который является последней на сегодняшний день студийной работой музыканта. В 2009 году вышел первый концертный DVD Live at Last: A Wonder Summer’s Night.
В общей сложности альбомам Стиви Уандера были вручены один бриллиантовый, один серебряный, 26 золотых и 20 платиновых сертификатов. Помимо коммерческого успеха, он также получил 25 наград «Грэмми», в том числе три — в категории «Альбом года» (Innervisions, Fulfillingness’ First Finale и Songs in the Key of Life).
| Сертификации | Сертификации      |
| --- | ----------------- |
| (S) | Серебряный диск   |
| (G) | Золотой           |
| (P) | Платиновый        |
| (2xP) | Дважды платиновый |
| (D) | Бриллиантовый     |
| Страны - AT — Австрия - AU — Австралия - BEFR — Бельгия (Валлония) - BENL — Бельгия (Фландрия) - CAN — Канада - CH — Швейцария - DE — Германия - DK — Дания - ES — Испания - FI — Финляндия - FR — Франция - IR — Ирландия - IT — Италия - NL — Нидерланды - NO — Норвегия - NZ — Новая Зеландия - SE — Швеция - UK — Великобритания - US — США |                   |

## Альбомы

### Студийные альбомы
| Год                                                         | Альбом                         | Места в чартах и сертификации | Места в чартах и сертификации | Места в чартах и сертификации | Места в чартах и сертификации | Места в чартах и сертификации | Места в чартах и сертификации | Места в чартах и сертификации | Места в чартах и сертификации | Места в чартах и сертификации | Места в чартах и сертификации | Места в чартах и сертификации | Места в чартах и сертификации | Места в чартах и сертификации | Места в чартах и сертификации | Места в чартах и сертификации | Места в чартах и сертификации |
| Год                                                         | Альбом                         | US                            | CAN                           | UK                            | DE                            | NO                            | NL                            | AT                            | SE                            | FR                            | CH                            | NZ                            | BEFR                          | DK                            | IT                            | FI                            | ES                            |
| ----------------------------------------------------------- | ------------------------------ | ----------------------------- | ----------------------------- | ----------------------------- | ----------------------------- | ----------------------------- | ----------------------------- | ----------------------------- | ----------------------------- | ----------------------------- | ----------------------------- | ----------------------------- | ----------------------------- | ----------------------------- | ----------------------------- | ----------------------------- | ----------------------------- |
| 1962                                                        | The Jazz Soul of Little Stevie | —                             | —                             | —                             | —                             | —                             | —                             | —                             | —                             | —                             | —                             | —                             | —                             | —                             | —                             | —                             | —                             |
| 1962                                                        | Tribute to Uncle Ray           | —                             | —                             | —                             | —                             | —                             | —                             | —                             | —                             | —                             | —                             | —                             | —                             | —                             | —                             | —                             | —                             |
| 1963                                                        | With a Song in My Heart        | —                             | —                             | —                             | —                             | —                             | —                             | —                             | —                             | —                             | —                             | —                             | —                             | —                             | —                             | —                             | —                             |
| 1964                                                        | Stevie at the Beach            | —                             | —                             | —                             | —                             | —                             | —                             | —                             | —                             | —                             | —                             | —                             | —                             | —                             | —                             | —                             | —                             |
| 1966                                                        | Up-Tight                       | 33                            | —                             | —                             | —                             | —                             | —                             | —                             | —                             | —                             | —                             | —                             | —                             | —                             | —                             | —                             | —                             |
| 1966                                                        | Down to Earth                  | 92                            | —                             | —                             | —                             | —                             | —                             | —                             | —                             | —                             | —                             | —                             | —                             | —                             | —                             | —                             | —                             |
| 1967                                                        | I Was Made to Love Her         | 45                            | —                             | —                             | —                             | —                             | —                             | —                             | —                             | —                             | —                             | —                             | —                             | —                             | —                             | —                             | —                             |
| 1967                                                        | Someday at Christmas           | 81                            | —                             | —                             | —                             | —                             | —                             | —                             | —                             | —                             | —                             | —                             | —                             | —                             | —                             | —                             | —                             |
| 1968                                                        | Eivets Rednow                  | —                             | —                             | —                             | —                             | —                             | —                             | —                             | —                             | —                             | —                             | —                             | —                             | —                             | —                             | —                             | —                             |
| 1968                                                        | For Once in My Life            | 50                            | —                             | —                             | —                             | —                             | —                             | —                             | —                             | —                             | —                             | —                             | —                             | —                             | —                             | —                             | —                             |
| 1969                                                        | My Cherie Amour                | 34                            | 37                            | 17                            | —                             | —                             | —                             | —                             | —                             | —                             | —                             | —                             | —                             | —                             | —                             | —                             | —                             |
| 1970                                                        | Signed, Sealed & Delivered     | 25                            | —                             | —                             | —                             | —                             | —                             | —                             | —                             | —                             | —                             | —                             | —                             | —                             | —                             | —                             | —                             |
| 1971                                                        | Where I’m Coming From          | 62                            | —                             | —                             | —                             | —                             | —                             | —                             | —                             | —                             | —                             | —                             | —                             | —                             | —                             | —                             | —                             |
| 1972                                                        | Music of My Mind               | 21                            | —                             | —                             | —                             | —                             | —                             | —                             | —                             | —                             | —                             | —                             | —                             | —                             | —                             | —                             | —                             |
| 1972                                                        | Talking Book                   | 3                             | 12 (G)                        | 16 (G)                        | —                             | 24                            | —                             | —                             | —                             | —                             | —                             | —                             | —                             | —                             | —                             | —                             | —                             |
| 1973                                                        | Innervisions                   | 4                             | 11 (G)                        | 8 (G)                         | —                             | —                             | —                             | —                             | —                             | —                             | —                             | —                             | —                             | —                             | —                             | —                             | —                             |
| 1974                                                        | Fulfillingness’ First Finale   | 1                             | 1 (P)                         | 5 (G)                         | 32                            | —                             | —                             | —                             | —                             | —                             | —                             | —                             | —                             | —                             | —                             | —                             | —                             |
| 1976                                                        | Songs in the Key of Life       | 1 (D)                         | 1 (2xP)                       | 2 (P)                         | 23                            | 6                             | 1                             | 15                            | 9                             | 17 (G)                        | —                             | 5                             | —                             | —                             | —                             | —                             | —                             |
| 1980                                                        | Hotter than July               | 3 (P)                         | 18 (2xP)                      | 2 (P)                         | 12                            | 5                             | 4 (G)                         | 2                             | 3                             | — (G)                         | —                             | 2                             | —                             | —                             | —                             | —                             | —                             |
| 1985                                                        | In Square Circle               | 5 (2xP)                       | 7 (2xP)                       | 5 (G)                         | 8                             | 3                             | 16                            | 12                            | 2                             | 11 (G)                        | 4                             | 7                             | —                             | —                             | —                             | —                             | —                             |
| 1987                                                        | Characters                     | 17 (P)                        | 31                            | 33 (G)                        | 55                            | —                             | 53                            | 21                            | 16                            | 35 (G)                        | 23                            | —                             | —                             | —                             | —                             | —                             | —                             |
| 1995                                                        | Conversation Peace             | 16 (G)                        | 48                            | 8                             | 34                            | 23                            | 19                            | 17                            | —                             | 3                             | 28                            | 15                            | 25                            | —                             | —                             | —                             | —                             |
| 2005                                                        | A Time to Love                 | 5 (G)                         | —                             | 24 (S)                        | 43                            | 9                             | 51                            | —                             | 9                             | 19                            | 24                            | —                             | 93                            | 15                            | 16                            | 27                            | 81                            |
| «—» означает, что альбом не попал в чарт или не был выпущен |                                |                               |                               |                               |                               |                               |                               |                               |                               |                               |                               |                               |                               |                               |                               |                               |                               |

### Концертные альбомы

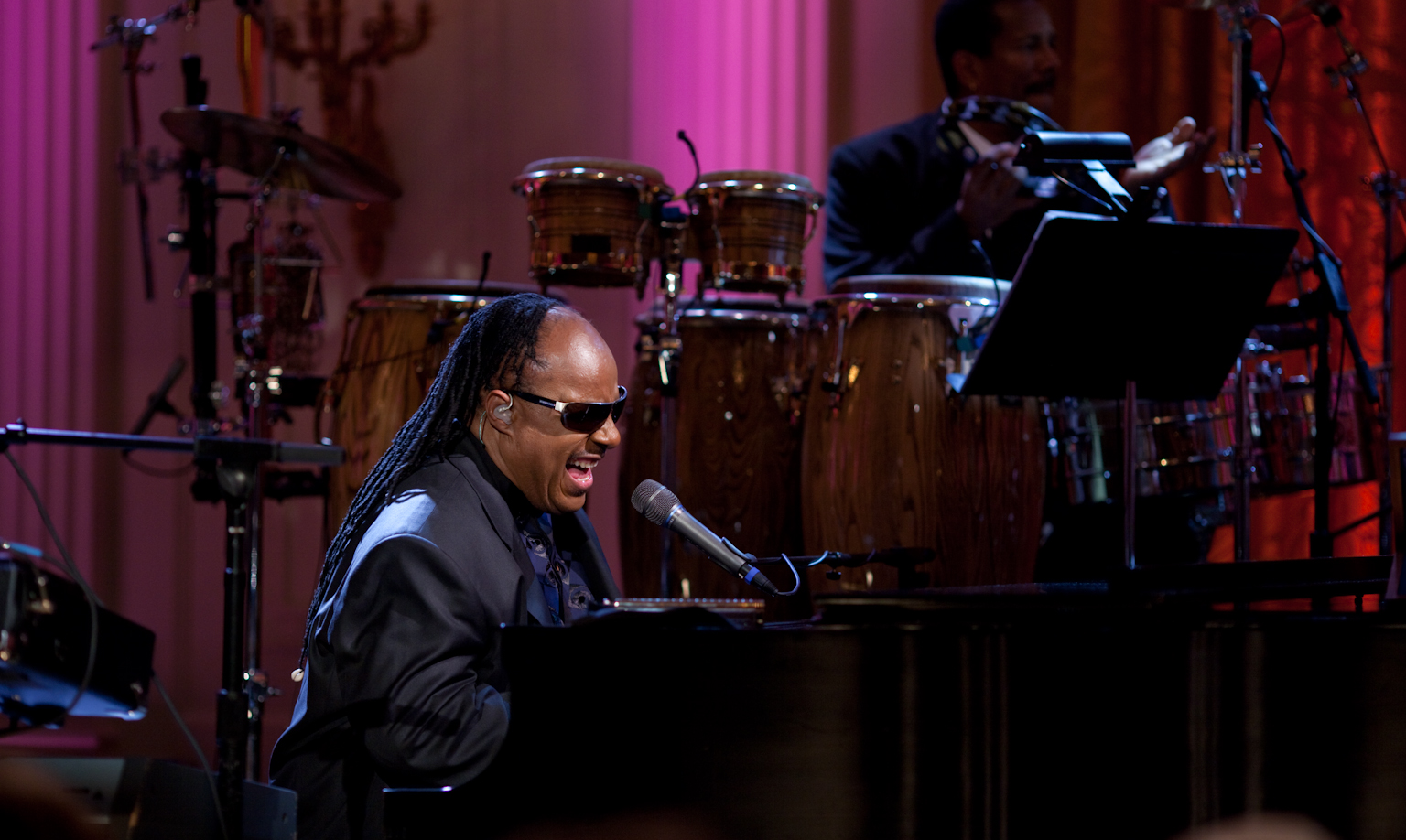
Стиви Уандер на концерте в Белом доме

| Год                                                         | Альбом                                | Места в чартах | Места в чартах | Места в чартах |
| Год                                                         | Альбом                                | US             | CAN            | NZ             |
| ----------------------------------------------------------- | ------------------------------------- | -------------- | -------------- | -------------- |
| 1963                                                        | Recorded Live: The 12 Year Old Genius | 1              | —              | —              |
| 1970                                                        | Stevie Wonder Live                    | 81             | 83             | —              |
| 1970                                                        | Live at the Talk of the Town          | —              | —              | —              |
| 1995                                                        | Natural Wonder                        | —              | —              | 32             |
| «—» означает, что альбом не попал в чарт или не был выпущен |                                       |                |                |                |

### Сборники
| Год                                                         | Альбом                                                                      | Места в чартах и сертификации | Места в чартах и сертификации | Места в чартах и сертификации | Места в чартах и сертификации | Места в чартах и сертификации | Места в чартах и сертификации | Места в чартах и сертификации | Места в чартах и сертификации | Места в чартах и сертификации | Места в чартах и сертификации | Места в чартах и сертификации | Места в чартах и сертификации | Места в чартах и сертификации | Места в чартах и сертификации | Места в чартах и сертификации | Места в чартах и сертификации | Места в чартах и сертификации | Места в чартах и сертификации |
| Год                                                         | Альбом                                                                      | US                            | UK                            | DE                            | AT                            | SE                            | NL                            | NZ                            | NO                            | CH                            | BEFR                          | BEFR                          | AU                            | ES                            | FI                            | DK                            | IT                            | IR                            | CAN                           |
| ----------------------------------------------------------- | --------------------------------------------------------------------------- | ----------------------------- | ----------------------------- | ----------------------------- | ----------------------------- | ----------------------------- | ----------------------------- | ----------------------------- | ----------------------------- | ----------------------------- | ----------------------------- | ----------------------------- | ----------------------------- | ----------------------------- | ----------------------------- | ----------------------------- | ----------------------------- | ----------------------------- | ----------------------------- |
| 1968                                                        | Greatest Hits                                                               | 37                            | 25                            | —                             | —                             | —                             | —                             | —                             | —                             | —                             | —                             | —                             | —                             | —                             | —                             | —                             | —                             | —                             | —                             |
| 1971                                                        | Greatest Hits Volume 2                                                      | 69                            | 30                            | —                             | —                             | —                             | —                             | —                             | —                             | —                             | —                             | —                             | —                             | —                             | —                             | —                             | —                             | —                             | —                             |
| 1971                                                        | Portrait of Stevie Wonder                                                   | —                             | —                             | —                             | —                             | —                             | —                             | —                             | —                             | —                             | —                             | —                             | —                             | —                             | —                             | —                             | —                             | —                             | —                             |
| 1977                                                        | Looking Back                                                                | 34                            | —                             | —                             | —                             | —                             | —                             | —                             | —                             | —                             | —                             | —                             | —                             | —                             | —                             | —                             | —                             | —                             | 31                            |
| 1979                                                        | Light My Fire                                                               | —                             | —                             | —                             | —                             | —                             | —                             | —                             | —                             | —                             | —                             | —                             | —                             | —                             | —                             | —                             | —                             | —                             | —                             |
| 1982                                                        | Stevie Wonder’s Original Musiquarium I                                      | 4 (G)                         | 8                             | 33                            | 15                            | 19                            | 15                            | 5                             | —                             | —                             | —                             | —                             | —                             | —                             | —                             | —                             | —                             | —                             | 18                            |
| 1985                                                        | Love Songs: 20 Classic Hits                                                 | —                             | —                             | —                             | —                             | —                             | 32                            | — (G)                         | —                             | —                             | —                             | —                             | —                             | —                             | —                             | —                             | —                             | —                             | —                             |
| 1985                                                        | Greatest Hits (Болгария, Balkanton, BTA 11920)[Б]                           |                               |                               |                               |                               |                               |                               |                               |                               |                               |                               |                               |                               |                               |                               |                               |                               |                               |                               |
| 1992                                                        | Essential                                                                   | —                             | —                             | —                             | —                             | —                             | —                             | —                             | —                             | —                             | —                             | —                             | —                             | —                             | —                             | —                             | —                             | —                             | —                             |
| 1994                                                        | Motown Legends: I Was Made to Love Her                                      | —                             | —                             | —                             | —                             | —                             | —                             | —                             | —                             | —                             | —                             | —                             | —                             | —                             | —                             | —                             | —                             | —                             | —                             |
| 1996                                                        | Song Review: A Greatest Hits Collection                                     | — (P)                         | 19                            | 53                            | 32                            | 6 (G)                         | 25                            | 12                            | 19                            | 15 (G)                        | 23                            | 14                            | 4 (P)                         | 44                            | —                             | —                             | —                             | —                             | —                             |
| 1997                                                        | Instrumental Memories                                                       | —                             | —                             | —                             | —                             | —                             | —                             | —                             | —                             | —                             | —                             | —                             | —                             | —                             | —                             | —                             | —                             | —                             | —                             |
| 1997                                                        | At the Movies                                                               | —                             | —                             | —                             | —                             | —                             | —                             | —                             | —                             | —                             | —                             | —                             | —                             | —                             | —                             | —                             | —                             | —                             | —                             |
| 1999                                                        | The Ballad Collection                                                       | —                             | —                             | —                             | —                             | —                             | —                             | —                             | —                             | —                             | —                             | —                             | —                             | —                             | —                             | —                             | —                             | —                             | —                             |
| 1999                                                        | At the Close of a Century (4-дисковый бокс-сет)                             | — (G)                         | —                             | —                             | —                             | —                             | —                             | —                             | —                             | —                             | —                             | —                             | —                             | —                             | —                             | —                             | —                             | —                             | —                             |
| 2000                                                        | Early Classics                                                              | —                             | —                             | —                             | —                             | —                             | —                             | —                             | —                             | —                             | —                             | —                             | —                             | —                             | —                             | —                             | —                             | —                             | —                             |
| 2000                                                        | Millennium Edition                                                          | —                             | —                             | —                             | —                             | —                             | —                             | —                             | —                             | —                             | —                             | —                             | —                             | —                             | —                             | —                             | —                             | —                             | —                             |
| 2001                                                        | Yester-Me, Yester-You, Yesterday                                            | —                             | —                             | —                             | —                             | —                             | —                             | —                             | —                             | —                             | —                             | —                             | —                             | —                             | —                             | —                             | —                             | —                             | —                             |
| 2002                                                        | The Definitive Collection                                                   | 35 (P)                        | 16                            | —                             | —                             | 2 (G)                         | 71                            | —                             | 3                             | —                             | —                             | —                             | —                             | —                             | 26                            | 6                             | 8                             | 29                            | —                             |
| 2004                                                        | Stevie Wonder: The Christmas Collection                                     | —                             | —                             | —                             | —                             | —                             | —                             | —                             | —                             | —                             | —                             | —                             | —                             | —                             | —                             | —                             | —                             | —                             | —                             |
| 2005                                                        | 20th Century Masters – The Millennium Collection: The Best of Stevie Wonder | —                             | —                             | —                             | —                             | —                             | —                             | —                             | —                             | —                             | —                             | —                             | —                             | —                             | —                             | —                             | —                             | —                             | —                             |
| 2005                                                        | The Complete Stevie Wonder                                                  | —                             | —                             | —                             | —                             | —                             | —                             | —                             | —                             | —                             | —                             | —                             | —                             | —                             | —                             | —                             | —                             | —                             | —                             |
| 2007                                                        | Number 1’s                                                                  | 171                           | 23                            | —                             | —                             | 33                            | 63                            | 18 (G)                        | —                             | —                             | —                             | —                             | —                             | —                             | —                             | —                             | —                             | 43                            | —                             |
| 2007                                                        | Rare Broadcasts                                                             | —                             | —                             | —                             | —                             | —                             | —                             | —                             | —                             | —                             | —                             | —                             | —                             | —                             | —                             | —                             | —                             | —                             | —                             |
| 2008                                                        | Playlist Your Way                                                           | —                             | —                             | —                             | —                             | —                             | —                             | —                             | —                             | —                             | —                             | —                             | —                             | —                             | —                             | —                             | —                             | —                             | —                             |
| 2010                                                        | Icon                                                                        | —                             | —                             | —                             | —                             | —                             | —                             | —                             | —                             | —                             | —                             | —                             | —                             | —                             | —                             | —                             | —                             | —                             | —                             |
| «—» означает, что альбом не попал в чарт или не был выпущен |                                                                             |                               |                               |                               |                               |                               |                               |                               |                               |                               |                               |                               |                               |                               |                               |                               |                               |                               |                               |

### Саундтреки
| Год                                                         | Альбом                                                      | Места в чартах и сертификации | Места в чартах и сертификации | Места в чартах и сертификации | Места в чартах и сертификации | Места в чартах и сертификации | Места в чартах и сертификации | Места в чартах и сертификации | Места в чартах и сертификации | Места в чартах и сертификации | Места в чартах и сертификации | Места в чартах и сертификации |
| Год                                                         | Альбом                                                      | US                            | UK                            | DE                            | SE                            | NO                            | NL                            | NZ                            | CH                            | AT                            | CAN                           | FI                            |
| ----------------------------------------------------------- | ----------------------------------------------------------- | ----------------------------- | ----------------------------- | ----------------------------- | ----------------------------- | ----------------------------- | ----------------------------- | ----------------------------- | ----------------------------- | ----------------------------- | ----------------------------- | ----------------------------- |
| 1979                                                        | Stevie Wonder’s Journey Through “The Secret Life of Plants” | 4                             | 8                             | 33                            | 13                            | 8                             | 12 (G)                        | 16                            | —                             | —                             | 25 (G)                        | —                             |
| 1984                                                        | The Woman in Red                                            | 4 (P)                         | 2                             | 3 (G)                         | 1                             | 1                             | 2 (G)                         | 4                             | 2                             | 2                             | 4 (2xP)                       | (P)                           |
| 1991                                                        | Jungle Fever                                                | 24 (G)                        | 56                            | —                             | 33                            | —                             | 52                            | —                             | —                             | —                             | 58                            | —                             |
| «—» означает, что альбом не попал в чарт или не был выпущен |                                                             |                               |                               |                               |                               |                               |                               |                               |                               |                               |                               |                               |

### Прочие
- Workout Stevie, Workout — записан в 1963 году; впервые издан в составе цифрового бокс-сета The Complete Stevie Wonder.

## Синглы
| Год                                                        | Сингл | Места в чартах и сертификации | Места в чартах и сертификации | Места в чартах и сертификации | Места в чартах и сертификации | Места в чартах и сертификации | Места в чартах и сертификации | Места в чартах и сертификации | Места в чартах и сертификации | Альбом                                                    |
| Год                                                        | Сингл | US                            | UK                            | CAN                           | NL                            | DE                            | NZ                            | CH                            | NO                            | Альбом                                                    |
| Год                                                        | Сингл | IT                            | BEFR                          | BENL                          | AU                            | DK                            | FR                            | AT                            | SE                            | Альбом                                                    |
| ---------------------------------------------------------- | --- | ----------------------------- | ----------------------------- | ----------------------------- | ----------------------------- | ----------------------------- | ----------------------------- | ----------------------------- | ----------------------------- | --------------------------------------------------------- |
| 1962                                                       | «I Call It Pretty Music, But the Old People Call It the Blues»                                                                                | —                             | —                             | —                             | —                             | —                             | —                             | —                             | —                             | неальбомный сингл                                         |
| 1962                                                       | «Little Water Boy» | —                             | —                             | —                             | —                             | —                             | —                             | —                             | —                             | неальбомный сингл                                         |
| 1962                                                       | «Contract on Love» | —                             | —                             | —                             | —                             | —                             | —                             | —                             | —                             | Up-Tight                                                  |
| 1963                                                       | «Fingertips — Part 2» | 1                             | —                             | —                             | —                             | —                             | —                             | —                             | —                             | The 12 Year Old Genius — Recorded Live                    |
| 1963                                                       | «Workout Stevie, Workout» | 33                            | —                             | —                             | —                             | —                             | —                             | —                             | —                             | неальбомный сингл                                         |
| 1964                                                       | «Pretty Little Angel» | —                             | —                             | —                             | —                             | —                             | —                             | —                             | —                             | неальбомный сингл                                         |
| 1964                                                       | «Castles in the Sand» | 52                            | —                             | —                             | —                             | —                             | —                             | —                             | —                             | Stevie at the Beach                                       |
| 1964                                                       | «Hey Harmonica Man» | 29                            | —                             | —                             | —                             | —                             | —                             | —                             | —                             | Stevie at the Beach                                       |
| 1964                                                       | «Happy Street» | —                             | —                             | —                             | —                             | —                             | —                             | —                             | —                             | Stevie at the Beach                                       |
| 1965                                                       | «Kiss Me Baby» | —                             | —                             | —                             | —                             | —                             | —                             | —                             | —                             | неальбомный сингл                                         |
| 1965                                                       | «Hi-Heel Sneakers» | 59                            | —                             | —                             | —                             | —                             | —                             | —                             | —                             | неальбомный сингл                                         |
| 1965                                                       | «Uptight (Everything’s Alright)» | 3                             | 14                            | —                             | —                             | —                             | —                             | —                             | —                             | Up-Tight                                                  |
| 1966                                                       | «Nothing’s Too Good for My Baby» | 20                            | —                             | 71                            | 28                            | 49                            | —                             | —                             | —                             | Up-Tight                                                  |
| 1966                                                       | «With a Child’s Heart» | —                             | —                             | —                             | —                             | —                             | —                             | —                             | —                             | Up-Tight                                                  |
| 1966                                                       | «Blowin’ in the Wind» | 9                             | 36                            | —                             | 8                             | —                             | —                             | —                             | —                             | Up-Tight                                                  |
| 1966                                                       | «A Place in the Sun» | 9                             | 20                            | —                             | —                             | —                             | —                             | —                             | —                             | Down to Earth                                             |
| 1966                                                       | «Someday at Christmas» | 24                            | —                             | —                             | —                             | —                             | —                             | —                             | —                             | Someday at Christmas                                      |
| 1967                                                       | «Travelin’ Man» | 32                            | —                             | —                             | —                             | —                             | —                             | —                             | —                             | неальбомный сингл                                         |
| 1967                                                       | «Hey Love» | 90                            | —                             | —                             | —                             | —                             | —                             | —                             | —                             | Down to Earth                                             |
| 1967                                                       | «I Was Made to Love Her» | 2                             | 5                             | —                             | —                             | —                             | —                             | —                             | 7                             | I Was Made to Love Her                                    |
| 1967                                                       | «I’m Wondering» | 12                            | 22                            | —                             | —                             | —                             | —                             | —                             | —                             | неальбомный сингл                                         |
| 1968                                                       | «Shoo-Be-Doo-Be-Doo-Da-Day» | 9                             | 46                            | 9                             | —                             | —                             | —                             | —                             | —                             | For Once in My Life                                       |
| 1968                                                       | «You Met Your Match» | 35                            | —                             | 28                            | —                             | —                             | —                             | —                             | —                             | For Once in My Life                                       |
| 1968                                                       | «Alfie» | 66                            | —                             | —                             | —                             | —                             | —                             | —                             | —                             | Eivets Rednow                                             |
| 1968                                                       | «For Once in My Life» | 2                             | 3                             | 5                             | —                             | —                             | —                             | —                             | —                             | For Once in My Life                                       |
| 1968                                                       | «For Once in My Life» | —                             | —                             | —                             | —                             | 15                            | —                             | —                             | —                             | For Once in My Life                                       |
| 1969                                                       | «I Don’t Know Why (I Love You)» | 39                            | 14                            | 41                            | 24                            | —                             | —                             | —                             | —                             | For Once in My Life                                       |
| 1969                                                       | «My Cherie Amour» | 4                             | 4                             | 14                            | —                             | —                             | —                             | —                             | —                             | My Cherie Amour                                           |
| 1969                                                       | «Yester-Me, Yester-You, Yesterday» | 7                             | 2                             | 10                            | 2                             | 15                            | —                             | 10                            | 1                             | My Cherie Amour                                           |
| 1970                                                       | «Never Had a Dream Come True» | 26                            | 6                             | 22                            | 15                            | —                             | —                             | —                             | —                             | Signed Sealed Delivered                                   |
| 1970                                                       | «Signed, Sealed, Delivered I’m Yours» | 3                             | 15                            | 19                            | —                             | —                             | —                             | —                             | —                             | Signed Sealed Delivered                                   |
| 1970                                                       | «Heaven Help Us All» | 9                             | 29                            | 14                            | —                             | —                             | —                             | —                             | —                             | Signed Sealed Delivered                                   |
| 1971                                                       | «We Can Work It Out» | 13                            | 27                            | —                             | —                             | —                             | —                             | —                             | —                             | Signed Sealed Delivered                                   |
| 1971                                                       | «Never Dreamed You’d Leave in Summer» | 78                            | —                             | —                             | —                             | —                             | —                             | —                             | —                             | Where I’m Coming From                                     |
| 1971                                                       | «If You Really Love Me» | 8                             | 20                            | —                             | —                             | —                             | —                             | —                             | —                             | Where I’m Coming From                                     |
| 1971                                                       | «What Christmas Means to Me» | —                             | —                             | —                             | —                             | —                             | —                             | —                             | —                             | Someday at Christmas                                      |
| 1972                                                       | «Superwoman (Where Were You When I Needed You)»                                                                                               | 33                            | —                             | —                             | —                             | —                             | —                             | —                             | —                             | Music of My Mind                                          |
| 1972                                                       | «Keep On Running» | 90                            | —                             | —                             | —                             | —                             | —                             | —                             | —                             | Music of My Mind                                          |
| 1972                                                       | «Superstition» | 1                             | 11                            | —                             | 10                            | 21                            | —                             | —                             | —                             | Talking Book                                              |
| 1973                                                       | «You Are the Sunshine of My Life» | 1                             | 7                             | —                             | 23                            | 42                            | —                             | —                             | —                             | Talking Book                                              |
| 1973                                                       | «Higher Ground» | 4                             | 29                            | —                             | 28                            | —                             | —                             | —                             | —                             | Innervisions                                              |
| 1973                                                       | «Living for the City» | 8                             | 15                            | —                             | —                             | 20                            | —                             | —                             | —                             | Innervisions                                              |
| 1974                                                       | «Don’t You Worry ’bout a Thing» | 16                            | —                             | —                             | 19                            | —                             | —                             | —                             | —                             | Innervisions                                              |
| 1974                                                       | «He’s Misstra Know It All» | —                             | 10                            | —                             | —                             | —                             | —                             | —                             | —                             | Innervisions                                              |
| 1974                                                       | «You Haven’t Done Nothin’» | 1                             | 30                            | —                             | —                             | —                             | —                             | —                             | —                             | Fulfillingness' First Finale                              |
| 1974                                                       | «Boogie On Reggae Woman» | 3                             | 12                            | —                             | —                             | —                             | —                             | —                             | —                             | Fulfillingness' First Finale                              |
| 1976                                                       | «I Wish» | 1                             | 5 (S)                         | —                             | 4                             | 30                            | 19                            | —                             | —                             | Songs in the Key of Life                                  |
| 1977                                                       | «Sir Duke» | 1                             | 2 (S)                         | 1                             | 19                            | 10                            | 24                            | 4                             | 8                             | Songs in the Key of Life                                  |
| 1977                                                       | «Sir Duke» | —                             | —                             | —                             | —                             | —                             | —                             | 10                            | —                             | Songs in the Key of Life                                  |
| 1977                                                       | «Another Star» | 32                            | 29                            | —                             | 13                            | —                             | —                             | —                             | —                             | Songs in the Key of Life                                  |
| 1977                                                       | «As» | 36                            | —                             | —                             | —                             | —                             | —                             | —                             | —                             | Songs in the Key of Life                                  |
| 1978                                                       | «Pops We Love You» (Стиви Уандер, Дайана Росс, Смоки Робинсон & Марвин Гэй)                                                                   | 59                            | 66                            | —                             | —                             | —                             | —                             | —                             | —                             | Pops We Love You (различные исполнители)                  |
| 1979                                                       | «Send One Your Love» | 4                             | 52                            | —                             | 45                            | —                             | 29                            | —                             | —                             | Stevie Wonder’s Journey Through the Secret Life of Plants |
| 1980                                                       | «Black Orchid» | —                             | 63                            | —                             | —                             | —                             | —                             | —                             | —                             | Stevie Wonder’s Journey Through the Secret Life of Plants |
| 1980                                                       | «Outside My Window» | 52                            | 52                            | —                             | —                             | —                             | —                             | —                             | —                             | Stevie Wonder’s Journey Through the Secret Life of Plants |
| 1980                                                       | «Master Blaster (Jammin’)» | 5                             | 2 (S)                         | 22                            | 2                             | 9                             | 1                             | 1                             | 4                             | Hotter than July                                          |
| 1980                                                       | «Master Blaster (Jammin’)» | —                             | —                             | —                             | —                             | —                             | —                             | 1                             | 1                             | Hotter than July                                          |
| 1980                                                       | «I Ain’t Gonna Stand for It» | 11                            | 10                            | —                             | 29                            | 50                            | 2                             | —                             | —                             | Hotter than July                                          |
| 1981                                                       | «Lately» | 64                            | 3 (S)                         | —                             | 36                            | 64                            | 15                            | —                             | —                             | Hotter than July                                          |
| 1981                                                       | «Happy Birthday» | —                             | 2 (S)                         | —                             | 12                            | 18                            | 23                            | 8                             | —                             | Hotter than July                                          |
| 1981                                                       | «Did I Hear You Say You Love Me» | —                             | —                             | —                             | —                             | —                             | —                             | —                             | —                             | Hotter than July                                          |
| 1982                                                       | «That Girl» | 4                             | 39                            | 16                            | 42                            | —                             | 20                            | —                             | —                             | Stevie Wonder’s Original Musiquarium                      |
| 1982                                                       | «Ebony and Ivory» (Пол Маккартни и Стиви Уандер)                                                                                              | 1 (G)                         | 1                             | 1                             | 3                             | 1                             | 2                             | 2                             | 1                             | Tug of War (Пол Маккартни)                                |
| 1982                                                       | «Ebony and Ivory» (Пол Маккартни и Стиви Уандер)                                                                                              | —                             | —                             | —                             | —                             | —                             | —                             | 3                             | 2                             | Tug of War (Пол Маккартни)                                |
| 1982                                                       | «Do I Do» | 13                            | 10                            | —                             | 25                            | —                             | 9                             | —                             | 8                             | Stevie Wonder’s Original Musiquarium                      |
| 1982                                                       | «Ribbon in the Sky» | 54                            | 45                            | —                             | —                             | —                             | —                             | —                             | —                             | Stevie Wonder’s Original Musiquarium                      |
| 1982                                                       | «Used to Be» (с Charlene) | 46                            | —                             | 47                            | —                             | —                             | —                             | 13                            | —                             | неальбомный сингл                                         |
| 1983                                                       | «Frontline» | —                             | 94                            | —                             | —                             | —                             | —                             | —                             | —                             | Stevie Wonder’s Original Musiquarium                      |
| 1984                                                       | «I Just Called to Say I Love You» | 1 (G)                         | 1 (P)                         | 1                             | 1 (P)                         | 1 (G)                         | 1                             | 1                             | 1                             | The Woman in Red                                          |
| 1984                                                       | «I Just Called to Say I Love You» | —                             | —                             | —                             | —                             | —                             | 1 (G)                         | 1                             | 1                             | The Woman in Red                                          |
| 1984                                                       | «Love Light in Flight» | 17                            | 44                            | 39                            | —                             | 54                            | —                             | —                             | —                             | The Woman in Red                                          |
| 1984                                                       | «Don’t Drive Drunk» | —                             | 62                            | —                             | 20                            | —                             | —                             | —                             | —                             | The Woman in Red                                          |
| 1985                                                       | «Part-Time Lover» | 1                             | 3 (S)                         | 1                             | 17                            | 12                            | 1                             | 5                             | 5                             | In Square Circle                                          |
| 1985                                                       | «Part-Time Lover» |                               |                               | —                             |                               |                               | 3 (G)                         | 11                            | 3                             | In Square Circle                                          |
| 1985                                                       | «That’s What Friends Are For» (Дайон Уорик при участии Глэдис Найт, Стиви Уандера и Элтона Джона, указанных как «Dionne Warwick and Friends») | 1                             | 16                            | 1                             | 13                            | 36                            | 3                             | 11                            | 6                             | Friends                                                   |
| 1985                                                       | «That’s What Friends Are For» (Дайон Уорик при участии Глэдис Найт, Стиви Уандера и Элтона Джона, указанных как «Dionne Warwick and Friends») | —                             | —                             | —                             | —                             | —                             | —                             | —                             | 7                             | Friends                                                   |
| 1985                                                       | «Go Home» | 10                            | 67                            | 31                            | —                             | —                             | —                             | —                             | —                             | In Square Circle                                          |
| 1986                                                       | «Overjoyed» | 24                            | 17                            | 55                            | —                             | —                             | —                             | —                             | —                             | In Square Circle                                          |
| 1986                                                       | «Land of La La» | 86                            | —                             | —                             | —                             | —                             | —                             | —                             | —                             | In Square Circle                                          |
| 1986                                                       | «Stranger on the Shore of Love» | —                             | 55                            | —                             | —                             | —                             | —                             | —                             | —                             | In Square Circle                                          |
| 1987                                                       | «Skeletons» | 19                            | 59                            | 43                            | 72                            | —                             | 39                            | —                             | —                             | Characters                                                |
| 1987                                                       | «You Will Know» | 77                            | 77                            | —                             | —                             | —                             | —                             | —                             | —                             | Characters                                                |
| 1988                                                       | «Get It» (Стиви Уандер и Майкл Джексон) | 80                            | 37                            | —                             | 24                            | —                             | —                             | —                             | —                             | Characters                                                |
| 1988                                                       | «Get It» (Стиви Уандер и Майкл Джексон) | —                             | —                             | —                             | —                             | —                             | 49                            | —                             | —                             | Characters                                                |
| 1988                                                       | «My Love» (Хулио Иглесиас и Стиви Уандер) | 80                            | 5                             | —                             | 16                            | —                             | —                             | —                             | —                             | Non Stop (Хулио Иглесиас)                                 |
| 1988                                                       | «My Love» (Хулио Иглесиас и Стиви Уандер) | —                             | —                             | —                             | 40                            | —                             | —                             | —                             | —                             | Non Stop (Хулио Иглесиас)                                 |
| 1988                                                       | «My Eyes Don’t Cry» | —                             | 92                            | —                             | —                             | —                             | —                             | —                             | —                             | Characters                                                |
| 1989                                                       | «With Each Beat of My Heart» | —                             | —                             | —                             | —                             | —                             | —                             | —                             | —                             | Characters                                                |
| 1989                                                       | «Free» | —                             | 49                            | —                             | 20                            | —                             | —                             | —                             | —                             | Characters                                                |
| 1989                                                       | «Free» | —                             | —                             | —                             | —                             | —                             | 36                            | —                             | —                             | Characters                                                |
| 1990                                                       | «Keep Our Love Alive» | —                             | 77                            | 78                            | 31                            | —                             | —                             | —                             | —                             | неальбомный сингл                                         |
| 1991                                                       | «Gotta Have You» | 92                            | —                             | —                             | —                             | —                             | —                             | —                             | —                             | Jungle Fever                                              |
| 1991                                                       | «Fun Day» | —                             | 63                            | —                             | —                             | —                             | —                             | —                             | —                             | Jungle Fever                                              |
| 1991                                                       | «These Three Words» | —                             | —                             | —                             | —                             | —                             | —                             | —                             | —                             | Jungle Fever                                              |
| 1992                                                       | «We Didn’t Know» (Уитни Хьюстон и Стиви Уандер)                                                                                               | —                             | —                             | —                             | —                             | —                             | —                             | —                             | —                             | I’m Your Baby Tonight (Уитни Хьюстон)                     |
| 1995                                                       | «For Your Love» | 53                            | 23                            | 12                            | 43                            | 63                            | 10                            | —                             | —                             | Conversation Peace                                        |
| 1995                                                       | «For Your Love» | —                             | —                             | —                             | —                             | —                             | 22                            | —                             | —                             | Conversation Peace                                        |
| 1995                                                       | «Tomorrow Robins Will Sing» | —                             | 71                            | —                             | —                             | —                             | —                             | —                             | —                             | Conversation Peace                                        |
| 1995                                                       | «Treat Myself» | —                             | —                             | —                             | —                             | —                             | —                             | —                             | —                             | Conversation Peace                                        |
| 1996                                                       | «Kiss Lonely Goodbye» | —                             | —                             | —                             | —                             | —                             | —                             | —                             | —                             | The Adventures of Pinocchio                               |
| 1997                                                       | «How Come, How Long» (Бэйбифейс при участии Стиви Уандера)                                                                                    | —                             | 10                            | —                             | 2                             | 17                            | 9                             | 10                            | —                             | The Day (Бэйбифейс)                                       |
| 1997                                                       | «How Come, How Long» (Бэйбифейс при участии Стиви Уандера)                                                                                    | —                             | 16                            | 15                            | 5                             | —                             | 22                            | 9                             | 9                             | The Day (Бэйбифейс)                                       |
| 1998                                                       | «True to Your Heart» (98 Degrees при участии Стиви Уандера)                                                                                   | —                             | 51                            | 50                            | 16                            | 52                            | —                             | 25                            | —                             | Mulan                                                     |
| 1998                                                       | «True to Your Heart» (98 Degrees при участии Стиви Уандера)                                                                                   | —                             | —                             | —                             | —                             | —                             | 85                            | —                             | —                             | Mulan                                                     |
| 2003                                                       | «Signed, Sealed, Delivered (I’m Yours)» (Blue при участии Энджи Стоун и Стиви Уандера)                                                        | —                             | 11                            | —                             | 16                            | 29                            | 22                            | 53                            | —                             | Guilty (Blue)                                             |
| 2003                                                       | «Signed, Sealed, Delivered (I’m Yours)» (Blue при участии Энджи Стоун и Стиви Уандера)                                                        | 11                            | 3                             | 38                            | 31                            | 7                             | 16                            | 35                            | 36                            | Guilty (Blue)                                             |
| 2004                                                       | «What a Wonderful World» (Род Стюарт при участии Стиви Уандера)                                                                               | —                             | —                             | —                             | 85                            | —                             | —                             | —                             | —                             |                                                           |
| 2005                                                       | «So What the Fuss» (при участии En Vogue и Принса)                                                                                            | 96                            | 19                            | —                             | 82                            | —                             | —                             | 46                            | 17                            | A Time to Love                                            |
| 2005                                                       | «So What the Fuss» (при участии En Vogue и Принса)                                                                                            | —                             | —                             | —                             | —                             | 16                            | —                             | —                             | —                             | A Time to Love                                            |
| 2005                                                       | «Positivity» (при участии Аишы Моррис) | —                             | 54                            | —                             | —                             | —                             | —                             | —                             | —                             | A Time to Love                                            |
| 2006                                                       | «From the Bottom of My Heart» | —                             | —                             | —                             | —                             | —                             | —                             | —                             | —                             | A Time to Love                                            |
| 2006                                                       | «Shelter in the Rain» | —                             | —                             | —                             | —                             | —                             | —                             | —                             | —                             | A Time to Love                                            |
| 2009                                                       | «Never Give You Up» (Рафаэл Садик при участии Стиви Уандера и CJ Hilton)                                                                      | —                             | —                             | —                             | —                             | —                             | —                             | —                             | —                             | The Way I See It                                          |
| 2009                                                       | «All About the Love Again» | —                             | —                             | —                             | —                             | —                             | —                             | —                             | —                             | неальбомный сингл                                         |
| «—» означает, что сингл не попал в чарт или не был выпущен | |                               |                               |                               |                               |                               |                               |                               |                               |                                                           |

### Прочие песни

#### Совместное исполнение
| Год  | Песня                                   | Исполнитель                           | Издание                         |
| ---- | --------------------------------------- | ------------------------------------- | ------------------------------- |
| 1972 | «To Know You Is to Love You»            | Syreeta                               | Syreeta                         |
| 1978 | «Pops, We Love You»                     | Дайана, Марвин, Смоки, Стиви          | Pops, We Love You               |
| 1982 | «Used to Be»                            | Charlene                              | Used to Be                      |
| 1982 | «Ebony and Ivory»                       | Пол Маккартни                         | Tug of War                      |
| 1982 | «What’s That You’re Doing»              | Пол Маккартни                         | Tug of War                      |
| 1983 | «The Crown»                             | Гэри Бёрд                             | 12" сингл                       |
| 1984 | «It’s You»                              | Дайон Уорик                           | Woman in Red                    |
| 1984 | «Weakness»                              | Дайон Уорик                           | Woman in Red                    |
| 1986 | «That’s What Friends Are For»           | Дайон Уорик, Элтон Джон и Глэдис Найт | Friends                         |
| 1987 | «Just Good Friends»                     | Майкл Джексон                         | Bad                             |
| 1987 | «Get It»                                | Майкл Джексон                         | Characters                      |
| 1988 | «My Love»                               | Хулио Иглесиас                        | Non Stop                        |
| 1990 | «We Didn’t Know»                        | Уитни Хьюстон                         | I’m Your Baby Tonight           |
| 1991 | «Strong Is Our Love»                    | Марва Хикс                            | Marva Hicks                     |
| 1994 | «Why I Feel This Way»                   | Take 6                                | Join the Band                   |
| 1996 | «How Come, How Long»                    | Бэйбифейс                             | The Day                         |
| 1997 | «I’m Too Close»                         | The Williams Brothers                 | Still Standing                  |
| 1998 | «True to Your Heart»                    | 98 Degrees                            | Mulan OMPST                     |
| 1998 | «St. Louis Woman»                       | Херби Хэнкок                          | Gershwin’s World                |
| 1998 | «Peace Wanted Just to Be Free»          | Лучано Паваротти                      | For the Children of Liberia     |
| 1998 | «Mastablasta ’98»                       | Вайклеф Жан                           | How Stella Got Her Groove Back  |
| 2000 | «Finally»                               | Дайан Шуур                            | Friends for Schuur              |
| 2000 | «Have a Talk with God»                  | Dixie Hummingbirds                    | Music in the Air                |
| 2001 | «Everyday (I Have the Blues)»           | Тони Беннетт                          | Playin’ with My Friends         |
| 2002 | «The Christmas Song»                    | Индия Ари                             | Voyage to India (бонус-трек)    |
| 2003 | «Signed, Sealed, Delivered (I’m Yours)» | Blue                                  | Guilty                          |
| 2005 | «So Amazing»                            | Бейонсе                               | So Amazing… A Tribute to Luther |
| 2005 | «Why»                                   | Кирк Франклин                         | Hero                            |
| 2005 | «If Your Love Cannot Be Moved»          | Ким Баррелл                           | A Time to Love                  |
| 2005 | «How Will I Know»                       | Аиша Моррис                           | A Time to Love                  |
| 2006 | «Been Through the Storm»                | Баста Раймс                           | The Big Bang                    |
| 2006 | «Feeling You»                           | Omar                                  | Sing (If You Want It)           |
| 2006 | «Conversations»                         | Snoop Dogg                            | Tha Blue Carpet Treatment       |
| 2006 | «For Once in My Life»                   | Тони Беннетт                          | Duets: An American Classic      |
| 2007 | «Love’s in Need of Love Today»          | Боно                                  | Dafur Now                       |
| 2015 | «California Roll»                       | Snoop Dogg, Pharrell Williams         | Bush                            |

#### Написанные для других исполнителей
| Год  | Песня                                                            | Исполнитель                     | Авторы                                      |
| ---- | ---------------------------------------------------------------- | ------------------------------- | ------------------------------------------- |
| 1965 | «Baby Doll»                                                      | The Supremes                    | Стиви Уандер/Кларенс Пол/Тед Халл           |
| 1965 | «Honey Babe»                                                     | The Supremes                    | С. Уандер/Берри Горди                       |
| 1965 | «Anything You Wanna Do»                                          | The Marvelettes                 | С. Уандер/К. Пол/Рон Миллер                 |
| 1965 | «I Prayed For a Boy (Like You)»                                  | Бренда Холлоуэй                 | С. Уандер/К. Пол/Mоррис Броднакс            |
| 1965 | «I Don’t Want Nobody’s Gonna Make Me Cry»                        | Бренда Холлоуэй                 | С. Уандер/К. Пол                            |
| 1965 | «Nobody’ll Care»                                                 | Martha Reeves and the Vandellas | С. Уандер/Уильям Мики Стивенсон/Айви Хантер |
| 1966 | «You’re the One for Me»                                          | Марвин Гэй                      | С. Уандер/К. Пол/M. Броднакс                |
| 1966 | «All I Do Is Think About You»                                    | Тамми Террелл                   | С. Уандер/К. Пол/M. Броднакс                |
| 1966 | «Just A Little Misunderstanding»                                 | The Contours                    | С. Уандер/К. Пол/M. Броднакс                |
| 1966 | «Loving You Is Sweeter Than Ever»                                | The Four Tops                   | С. Уандер/А. Хантер                         |
| 1966 | «Without Your Sweet Lovin’»                                      | Марвин Гэй                      | С. Уандер/К. Пол/M. Броднакс                |
| 1966 | «Can You Love a Poor Boy»                                        | Smokey Robinson & the Miracles  | С. Уандер                                   |
| 1966 | «Let’s Talk It Over»                                             | Марв Джонсон                    | С. Уандер/К. Пол                            |
| 1966 | «Everybody Needs Somebody (I Need You)»                          | Дж. Дж. Барнс                   | С. Уандер/К. Пол/M. Броднакс                |
| 1967 | «Tears of a Clown»                                               | Smokey Robinson & the Miracles  | С. Уандер/Генри Косби/Смоки Робинсон        |
| 1967 | «After You Put Back the Pieces (I’ll Still Have a Broken Heart)» | Smokey Robinson & the Miracles  | С. Уандер/К. Пол/M. Броднакс                |
| 1967 | «My Love Is Your Love»                                           | Smokey Robinson & the Miracles  | С. Уандер/К. Пол/А. Хантер                  |
| 1967 | «What Else Is There to Do»                                       | The Four Tops                   | С. Уандер/M. Броднакс/К. Пол                |
| 1967 | «Angel Doll»                                                     | The Temptations                 | С. Уандер/К. Пол/M. Броднакс                |
| 1967 | «What Am I Gonna Do without You»                                 | The Temptations                 | С. Уандер/А. Хантер                         |
| 1968 | «I’m in Love (And I Know It)»                                    | Martha Reeves and the Vandellas | С. Уандер/Г. Косби/Дж. А. Дин               |
| 1969 | «This Town»                                                      | Rotary Connection               | С. Уандер                                   |
| 1969 | «Try My True Love»                                               | Марвин Гэй                      | С. Уандер/Г. Косби/Дж. А. Дин               |
| 1970 | «Distant Dreamer»                                                | Рамси Льюис                     | С. Уандер                                   |
| 1970 | «It’s a Shame»                                                   | The Spinners                    | С. Уандер/С. Райт/Ли Гарретт                |
| 1970 | «It’s Christmas Time»                                            | Smokey Robinson & the Miracles  | С. Уандер                                   |
| 1970 | «I Can Tell When Christmas Is Near»                              | Smokey Robinson & the Miracles  | С. Уандер                                   |
| 1970 | «The Whip a Rang»                                                | Эрл Ван Дайк                    | С. Уандер/Г. Косби/Э. Ван Дайк              |
| 1971 | «We’ll Have It Made»                                             | The Spinners                    | С. Уандер/С. Райт                           |
| 1971 | «Let Me Fall in Love with You»                                   | Martha Reeves and the Vandellas | С. Уандер/С. Райт                           |
| 1971 | «Talking about Love»                                             | Martha Reeves and the Vandellas | С. Уандер                                   |
| 1972 | «We Had a Love So Strong»                                        | Smokey Robinson & the Miracles  | С. Уандер/С. Райт                           |
| 1972 | «It Will Be Alright»                                             | Smokey Robinson & the Miracles  | С. Уандер/С. Райт                           |
| 1972 | «Black Maybe»                                                    | Syreeta                         | С. Уандер                                   |
| 1972 | «Keep Him Like He Is»                                            | Syreeta                         | С. Уандер/С. Райт                           |
| 1972 | «How Many Days»                                                  | Syreeta                         | С. Уандер                                   |
| 1972 | «Baby Don’t You Let Me Lose This»                                | Syreeta                         | С. Уандер/С. Райт                           |
| 1972 | «To Know You Is to Love You»                                     | Syreeta                         | С. Уандер/С. Райт                           |
| 1973 | «Bad Weather»                                                    | The Supremes                    | С. Уандер/Айра Такер-младший                |
| 1973 | «Soft Days»                                                      | The Supremes                    | С. Уандер                                   |
| 1973 | «I Am Yours»                                                     | The Main Ingredient             | С. Уандер                                   |
| 1973 | «Something ’Bout Love»                                           | The Main Ingredient             | С. Уандер                                   |
| 1973 | «Something Lovely»                                               | The Main Ingredient             | С. Уандер                                   |
| 1973 | «Open Up Your Heart»                                             | Labelle                         | С. Уандер                                   |
| 1974 | «I’m Goin Left»                                                  | Syreeta                         | С. Уандер/С. Райт.                          |
| 1974 | «Spinnin’ And Spinnin’»                                          | Syreeta                         | С. Уандер/С. Райт                           |
| 1974 | «Your Kiss Is Sweet»                                             | Syreeta                         | С. Уандер/С. Райт                           |
| 1974 | «Come And Get This Stuff»                                        | Syreeta                         | С. Уандер                                   |
| 1974 | «Heavy Day»                                                      | Syreeta                         | С. Уандер/С. Райт                           |
| 1974 | «Cause We’ve Ended as Lovers»                                    | Syreeta, Джефф Бек              | С. Уандер                                   |
| 1974 | «Just a Little Piece of You»                                     | Syreeta                         | С. Уандер/С. Райт                           |
| 1974 | «Waitin’ for the Postman»                                        | Syreeta                         | С. Уандер                                   |
| 1974 | «When Your Daddy’s Not Around»                                   | Syreeta                         | С. Уандер                                   |
| 1974 | «I Wanna Be By Your Side»                                        | Syreeta                         | С. Уандер/С. Райт                           |
| 1974 | «Universal Sound of the World»                                   | Syreeta                         | С. Уандер/С. Райт                           |
| 1974 | «Tell Me Something Good»                                         | Rufus                           | С. Уандер                                   |
| 1974 | «Perfect Angel»                                                  | Минни Рипертон                  | С. Уандер                                   |
| 1974 | «Take a Little Trip»                                             | Минни Рипертон                  | С. Уандер                                   |
| 1974 | «If You Don’t Love Me»                                           | Джей-Си Кэмерон                 | С. Уандер                                   |
| 1974 | «Game Called Love»                                               | The Originals                   | С. Уандер                                   |
| 1974 | «Loving You Has Been So Wonderful»                               | Дэвид Раффин                    | С. Уандер                                   |
| 1975 | «Thelonius»                                                      | Джефф Бек                       | С. Уандер                                   |
| 1975 | «I Can See the Sun in Late December»                             | Роберта Флэк                    | С. Уандер                                   |
| 1975 | «Sleeping Alone»                                                 | Pointer Sisters                 | С. Уандер                                   |
| 1975 | «What Happens To»                                                | Энди Уильямс                    | С. Уандер                                   |
| 1976 | «Don’t Be Sad ’Cause Your Sun Is Down»                           | Джеймс Тейлор                   | С. Уандер/Дж. Тейлор                        |
| 1976 | «She’s a Sailor»                                                 | The Flying Burrito Brothers     | С. Уандер                                   |
| 1977 | «Love Notes»                                                     | Рамси Льюис                     | С. Уандер                                   |
| 1977 | «Spring High»                                                    | Рамси Льюис                     | С. Уандер                                   |
| 1977 | «Stick Together»                                                 | Минни Рипертон                  | С. Уандер/М. Рипертон/Ричард Рудольф        |
| 1977 | «Love City»                                                      | Сержио Мендес                   | С. Уандер/Мариетта Уотерс                   |
| 1977 | «The Real Thing»                                                 | Сержио Мендес                   | С. Уандер                                   |
| 1977 | «Bring Your Sweet Stuff Home»                                    | Pointer Sisters                 | С. Уандер/Б. Пойнтер/A. Пойнтер             |
| 1977 | «Harmour Love»                                                   | Syreeta                         | С. Уандер                                   |
| 1978 | «We All Remember Wes»                                            | Джордж Бенсон                   | С. Уандер                                   |
| 1979 | «I Love the Nearness of You»                                     | Смоки Робинсон                  | С. Уандер/С. Робинсон                       |
| 1979 | «I Can’t Help It»                                                | Майкл Джексон                   | С. Уандер/С. Грин                           |
| 1979 | «I’ll Get What Is Mine»                                          | Мари Накамото                   | С. Уандер                                   |
| 1979 | «Strong Foundation»                                              | Tony Comer & Crosswinds         | С. Уандер                                   |
| 1980 | «You Are My Heaven»                                              | Роберта Флэк и Донни Хэтэуэй    | С. Уандер/Эрик Меркьюри                     |
| 1980 | «Don’t Make Me Wait Too Long»                                    | Роберта Флэк                    | С. Уандер                                   |
| 1980 | «Let’s Get Serious»                                              | Джермейн Джексон                | С. Уандер/Ли Гарретт                        |
| 1980 | «Where Are You Now»                                              | Джермейн Джексон                | С. Уандер/Р. Хардауэй                       |
| 1980 | «You’re Supposed to Keep Your Love for Me»                       | Джермейн Джексон                | С. Уандер                                   |
| 1980 | «Melody Man»                                                     | Смоки Робинсон                  | С. Уандер/С. Робинсон                       |
| 1981 | «Betcha’ Wouldn’t Hurt Me»                                       | Куинси Джонс                    | С. Уандер/С. Эндрюс                         |
| 1981 | «What Are You Gonna Do with It»                                  | Бетти Райт                      | С. Уандер/Б. Норрис                         |
| 1982 | «I Was Made to Love You»                                         | Мария Мюльдор                   | С. Уандер/С. Райт                           |
| 1982 | «What’s That You’re Doing»                                       | Пол Маккартни                   | С. Уандер/П. Маккартни                      |
| 1982 | «With a Touch»                                                   | Дайон Уорик                     | С. Уандер                                   |
| 1982 | «You’re Playing Us Too Close»                                    | Third World                     | С. Уандер                                   |
| 1982 | «Try Jah Love»                                                   | Third World                     | С. Уандер/М. Маккалли                       |
| 1982 | «Buttercup»                                                      | Карл Андерсон                   | С. Уандер                                   |
| 1983 | «The Crown»                                                      | Gary Byrd and the GB Experience | С. Уандер/Г. Берд                           |
| 1983 | «Crush On You»                                                   | Финис Хендерсон                 | С. Уандер                                   |
| 1983 | «Whatcha Talking ’Bout»                                          | Musical Youth                   | С. Уандер                                   |
| 1984 | «Moments Aren?t Moments»                                         | Дайон Уорик                     | С. Уандер                                   |
| 1985 | «Remembering the Sixties»                                        | Джордж Дьюк                     | С. Уандер/Джордж Дьюк                       |
| 1985 | «I Do Love You»                                                  | The Beach Boys                  | С. Уандер                                   |
| 1985 | «If Ever»                                                        | Джон Денвер                     | С. Уандер/С. Эндрюс                         |
| 1985 | «Hold On to Your Love»                                           | Смоки Робинсон                  | С. Уандер/С. Робинсон                       |
| 1985 | «Do I»                                                           | Эдди Мёрфи                      | С. Уандер                                   |
| 1985 | «Everything’s Coming Up Roses»                                   | Эдди Мёрфи                      | С. Уандер                                   |
| 1986 | «Never Said (Chan’s Song)»                                       | Дайан Ривз                      | С. Уандер/Херби Хэнкок                      |
| 1986 | «I Think It’s Love»                                              | Джермейн Джексон                | С. Уандер/Дж. Джексон/М. Омартиан           |
| 1986 | «Think Your Love Away»                                           | Cindy                           | С. Уандер                                   |
| 1986 | «Lost in Hollywood»                                              | Нил Даймонд                     | С. Уандер/Н. Даймонд                        |
| 1986 | «Remember My Love»                                               | Bread and Butter                | С. Уандер                                   |
| 1987 | «I Can Only Be Me»                                               | Кит Джон                        | С. Уандер                                   |
| 1987 | «The Pickup Man»                                                 | Кит Джон                        | С. Уандер                                   |
| 1988 | «My Love»                                                        | Хулио Иглесиас                  | С. Уандер                                   |
| 1989 | «Two in Love»                                                    | Грейди Харрелл и Тайлер Коллинс | С. Уандер                                   |
| 1989 | «You And Me»                                                     | Грейди Харрелл и Тайлер Коллинс | С. Уандер                                   |
| 1990 | «We Didn’t Know»                                                 | Уитни Хьюстон                   | С. Уандер                                   |
| 1991 | «Strong Is Our Love»                                             | Марва Хикс                      | С. Уандер                                   |
| 1991 | «The Force Behind the Power»                                     | Дайана Росс                     | С. Уандер                                   |
| 1993 | «Go On And On»                                                   | Элтон Джон и Глэдис Найт        | С. Уандер                                   |
| 1994 | «Why I Feel This Way»                                            | Take 6                          | С. Уандер/М. Киббл                          |
| 1994 | «Here We Go Again»                                               | Бобби Лайл                      | С. Уандер                                   |
| 1995 | «Gates Groove»                                                   | Лайонел Хэмптон                 | С. Уандер                                   |
| 1996 | «How Come, How Long»                                             | Бэйбифейс                       | С. Уандер/Бэйбифейс                         |
| 1998 | «Peace Wanted Just to Be Free»                                   | Лучано Паваротти                | С. Уандер                                   |
| 1999 | «I Love You»                                                     | Рейвен-Симоне                   | С. Уандер                                   |
| 1999 | «A Song for Children»                                            | Масаси Сада                     | С. Уандер/Масаси Сада                       |
| 2000 | «I Love You More»                                                | Кимберли Брюэр                  | С. Уандер                                   |
| 2000 | «Finally»                                                        | Дайан Шуур                      | С. Уандер/С. Эндрюс                         |
| 2004 | «Days Like This»                                                 | Вэл Уотсон                      | С. Уандер/В. Уотсон/М. МакКолей             |
| 2006 | «Feeling You»                                                    | Omar                            | С. Уандер/О. Лай-Фук                        |
| 2009 | «Waitin’»                                                        | Мао Отейек                      | С. Уандер/Л. Фиддмон/Р. Арбиттье            |

#### Невыпущенные композиции
Данные песни официально не были изданы; они исполнялись на «живых» выступлениях музыканта либо были объявлены при подготовке не выпущенных впоследствии релизов и числятся в Бюро регистрации авторских прав США.

| A - A Donor with a Heart - A Pretty Face Is - All the Way B - Back in Business - Because I Love You - Because of You (I Thank You) - Big Bad and Bold One - Birth of the Blues - Bring Road - Broken Glass - Bumble-Bee of Love C - Call My Name - Candy - Can’t Break This Heart - Careful Choosing - Changing the Lock to My Heart - Check on Your Love - Children Still Do Live the Dream - Cold World, Warm Girl - Crazy Letters D - Did You Know - Don’t Stop the Love Beat - Don’t You Feel It E - Excuse My Foolish Heart for Loving You F - Fear Can’t Put Dreams to Sleep - Feel It - Flipside Theme G - Game Called Love - Garden of Love - Get Off - Good Light - Got to Have It - Greenhouse Effect H - Hang On to Your Love - Hey, Look at Me - Home Free - How Well I - I Am Yours - I Know Something - I Love You - I Never Knew Her Name - I Think I’m on the Right Track - I’ll Always Be in Love with You - I’ll Get What Is Mine - I’m a Man | - I’m in Love with You, I Know It - I’m into Livin’ - I’m Not a Baby Anymore - I’m Saying Goodbye - I’ve Been Away Too Long - I’ve Got to Find Him - If The Creek Don’t Rise - If You Don’t Love Me - If Your Mama Could See You Now - In the Business - In the Land of the Free - It Will Be Alright - It’s Growing - It’s Over Now J - Jah’s Coming - Judgment Day - Just a Little Misunderstanding - Just Enough to Ease the Pain K - Keep Fooling Yourself, Babygirl L - Lady Prima - Lead of the Sun - Let Love Rule the World - Let Me Fall in Love with You - Let Me Loose - Lies Don’t Last Forever - Live It Up - Little Girl from Germantown - Lot of My Dreams - Love Magazine - Lovin’ You’s Been So Wonderful M - Mister Moon - Mother’s Song - Much More Than Your Little Heart Can Stand - My Mother’s Eyes N - Never Find a Girl Like You - Never Let You Down - No News Is Good News - Nobody Loves Me - Not Science O - One Little Kiss - One Night in Paris - Only You - Open Up Your Heart - Outer Limits of Love P - Papa Do - Parents of the World - Pinocchio’s Joy | Q - Quicksand Love R - Reflections of You - Rise, Everybody - Running with the Wind S - Sad But True - See You Later - Senorita - Sky Blue Afternoon - Sleepin’ Alone - Something ’Bout Love - Spread the Love - Stand Up, Light Up, Let Your Light Shine - Stevie’s Tune - Stop, Don’t Pass Go T - Take a Bite - Take Me for What I Am - Tears - The Bell for Freedom Still Rings - The Future - The Jazz - The Music Lover - The Prince of Peace - The Untitled Piece - The Well - There’s Something Lovely in Your Eyes - This Town - Truth Is the Light W - Walk on Water - We Ain’t Scared: The Ghost Song - We’re Rollin’ - What You Don’t Know - When I Was a Child - Where’s the Other Half of You? - Why? - Win Your Love - Woman Pleasing Man - Would I Live for You, Would I Die for You Y - Yea Ya Do - You Are the One - You Are Too Much for Me - You Can Never Miss - You Upset Me in Every Single Way - You Were My First But Not My Last - Your Cheating Heart |

## Избранная видеография

### Видеоальбомы
- 2006 — Broadcasting Live
- 2009 — Live at Last: A Wonder Summer’s Night

### Видеоклипы
| Год  | Видеоклип                               | Режиссёр     |
| ---- | --------------------------------------- | ------------ |
| 1979 | «Send One Your Love»                    | Питер Конн   |
| 1981 | «Lately»                                |              |
| 1981 | «Happy Birthday»                        |              |
| 1982 | «Ebony and Ivory»                       | Keef         |
| 1982 | «That Girl»                             |              |
| 1982 | «Ribbon in the Sky»                     |              |
| 1982 | «Do I Do»                               |              |
| 1984 | «I Just Called to Say I Love You»       |              |
| 1984 | «Love Light in Flight»                  |              |
| 1985 | «Don’t Drive Drunk»                     | Боб Джиралди |
| 1985 | «Part-Time Lover»                       | Билл Паркер  |
| 1985 | «Overjoyed»                             |              |
| 1987 | «Skeletons»                             |              |
| 1988 | «You Will Know»                         |              |
| 1989 | «Free»                                  |              |
| 1990 | «Keep Our Love Alive»                   |              |
| 1991 | «Gotta Have You»                        |              |
| 1991 | «These Three Words»                     |              |
| 1991 | «Funday»                                |              |
| 1995 | «For Your Love»                         | Антуан Фукуа |
| 1995 | «Treat Myself»                          |              |
| 1998 | «True to Your Heart»                    |              |
| 2003 | «Signed, Sealed, Delivered (I’m Yours)» |              |
| 2005 | «So What the Fuss»                      | Пол Хантер   |
| 2009 | «All About the Love Again»              | Wendy D      |